# Гонсава (гмина)
Гонсава (пол. Gąsawa) — сельская гмина (волость) в Польше, входит как административная единица в Жнинский повет, Куявско-Поморское воеводство. Население — 5209 человек (на 2004 год).

## Сельские округа
1. Гонсава
2. Шелеево
3. Рышевко
4. Гловы
5. Одвека
6. Древно
7. Обудно
8. Хомёнжа-Шляхецка
9. Комратово
10. Лысинин
11. Годавы
12. Бискупин
13. Гогулково
14. Нова-Весь-Палуцка
15. Марцинково-Горне
16. Марцинково-Дольне
17. Ляски-Вельке
18. Ляски-Мале
19. Анново
20. Викторово
21. Пястово
22. Розалиново
23. Пневы
24. Острувце

## Соседние гмины
1. Гмина Домброва
2. Гмина Могильно
3. Гмина Рогово
4. Гмина Жнин